# Châtelus (Loira)
 Châtelus  es una población y comuna francesa, situada en la región de Auvernia-Ródano-Alpes, departamento de Loira, en el distrito de Montbrison y cantón de Chazelles-sur-Lyon.

## Demografía
| 164 | 134 | 106 | 117 | 106 | 108 |
| Para los censos de 1962 a 1999 la población legal corresponde a la población sin duplicidades (Fuente: INSEE [Consultar]) |     |     |     |     |     |